# Marise Chamberlain
Marise Ann Millicent Chamberlain (ur. 5 grudnia 1935 w Christchurch, zm. 5 listopada 2024 tamże) – nowozelandzka lekkoatletka, specjalizująca się w biegach średniodystansowych, brązowa medalistka XVIII Letnich Igrzysk Olimpijskich Tokio 1964 w biegu na 800 metrów.
Wielokrotna rekordzistka Nowej Zelandii na różnych dystansach.

## Finały olimpijskie
- 1964 – Tokio, bieg na 800 m – brązowy medal

## Inne osiągnięcia
- 1958 – Cardiff, igrzyska Imperium Brytyjskiego i Wspólnoty Brytyjskiej – 4. miejsce w sztafecie 4 × 100 jardów
- 1962 – Perth, igrzyska Imperium Brytyjskiego i Wspólnoty Brytyjskiej – srebrny medal w biegu na 880 jardów
- 1966 – Kingston, igrzyska Imperium Brytyjskiego i Wspólnoty Brytyjskiej – 6. miejsce w biegu na 880 jardów

## Rekordy życiowe
- bieg na 800 metrów – 2:01,40 – 1962